# Unterseeboot UC-36
Pour les autres navires du même nom, voir Unterseeboot 36.
L'Unterseeboot UC-36 est un sous-marin (U-Boot) mouilleur de mines allemand de type UC II utilisé par la Kaiserliche Marine pendant la Première Guerre mondiale. Le U-boot a été commandé le 20 novembre 1915 et lancé le 5 juin 1916. Il a été mis en service dans la marine impériale allemande le 10 octobre 1916 sous le nom de UC-36.  En cinq patrouilles, l'UC-36 a coulé 24 navires, soit par ses torpilles, soit par les mines qu’il a posées. L'UC-36 a été éperonné et coulé par le vapeur français Molière au large d’Ouessant le 21 mai 1917.

## Conception
Sous-marin de type UC II, l'UC-36 avait un déplacement de 427 tonnes en surface et de 509 tonnes en plongée. Il avait une longueur hors tout de 50,35 m, un maître-bau de 5,22 m et un tirant d'eau de 3,65 m. Le sous-marin était propulsé par deux moteurs diesel 6 cylindres à quatre temps produisant chacun 300 ch (220 kW), soit un total de 600 ch (440 kW), et par deux moteurs électriques produisant 460 ch (340 kW), actionnant deux arbres d'hélice.
Le sous-marin avait une vitesse maximale de 11,9 nœuds (22,0 km/h) en surface et de 6,6 nœuds (12,2 km/h) en immersion. Son autonomie était de 10180 milles marins (18 850 km) à 7 nœuds (13 km/h) en surface, et de 60 milles marins (110 km) à 4 nœuds (7,4 km/h) en immersion. Il lui fallait 48 secondes pour plonger, et il était capable d’opérer à une profondeur maximale de 50 mètres.
L'UC-36 était équipé de trois tubes lance-torpilles de 500 mm, un à l’arrière et deux à l’avant, avec sept torpilles, et d’un canon de pont de 8,8 cm SK L/30. Mais son arme principale était ses six puits de mine de 1 000 mm portant dix-huit mines UC 200. Son effectif était de vingt-six membres d’équipage.

## Affectations
- Flottilles des Flandres : du 3 février au 21 mai 1917

## Commandants
- Oberleutnant zur See / Kapitänleutnant Gustav Buch : du 3 novembre 1916 au 21 mai 1917

## Navires coulés
| Date            | Nom            | Nationalité      | Tonnage | Destin |
| --------------- | -------------- | ---------------- | ------- | ------ |
| 12 février 1917 | West           | Norvège          | 378     | Coulé  |
| 17 mars 1917    | Russia         | Danemark         | 1617    | Coulé  |
| 19 mars 1917    | Kong Inge      | Norvège          | 867     | Coulé  |
| 19 mars 1917    | Brode          | Norvège          | 2363    | Coulé  |
| 22 mars 1917    | Hugin          | Norvège          | 1395    | Coulé  |
| 24 mars 1917    | L'Amérique     | France           | 489     | Coulé  |
| 25 mars 1917    | Baynaen        | United Kingdom   | 3227    | Coulé  |
| 25 mars 1917    | Étoile Polaire | France           | 33      | Coulé  |
| 25 mars 1917    | Léontine       | France           | 201     | Coulé  |
| 23 avril 1917   | Savio          | Royaume d'Italie | 1922    | Coulé  |
| 24 avril 1917   | Kenilworth     | United Kingdom   | 2735    | Coulé  |
| 24 avril 1917   | La Providence  | France           | 272     | Coulé  |
| 25 avril 1917   | Hirondelle     | United Kingdom   | 1648    | Coulé  |
| 27 avril 1917   | Verjø          | Norvège          | 1002    | Coulé  |
| 28 avril 1917   | Condor         | Empire russe     | 3565    | Coulé  |
| 18 mai 1917     | Camberwell     | United Kingdom   | 4078    | Coulé  |
| 18 mai 1917     | Elford         | United Kingdom   | 1739    | Coulé  |
| 18 mai 1917     | HMT Lucknow    | Royal Navy       | 171     | Coulé  |
| 20 mai 1917     | Dana           | United Kingdom   | 182     | Coulé  |
| 20 mai 1917     | Mientje        | United Kingdom   | 120     | Coulé  |
| 20 mai 1917     | Tijuca         | Brésil           | 2304    | Coulé  |
| 21 mai 1917     | Ferdinand A.   | France           | 2062    | Coulé  |
| 30 mai 1917     | Corbet Woodall | United Kingdom   | 917     | Coulé  |
| 14 juin 1917    | Nirefs         | Grèce            | 4080    | Coulé  |